# Друштво за македонске студије
Друштво за македонске студије (грч. Εταιρεία Μακεδονικών Σπουδών) основано је 29. априла 1939. године у Солуну.  Сврха Друштва је да подстакне истраживање језика, археологије, историје и фолклора Македоније и да промовише култивацију учења у целом региону.  Његово седиште је такође дом Уметничке галерије Друштва за македонске студије и Националног театра Северне Грчке. 